# Waikato International 2005
Die Waikato International 2005 im Badminton fanden vom 4. bis zum 7. August 2005 in Hamilton statt.

## Sieger und Platzierte
| Disziplin    | Gold                                  | Silber                         | Bronze                               |
| ------------ | ------------------------------------- | ------------------------------ | ------------------------------------ |
| Herreneinzel | John Moody                            | Yousuke Nakanishi              | Andrew Smith                         |
| Herreneinzel | John Moody                            | Yousuke Nakanishi              | Conrad Hückstädt                     |
| Dameneinzel  | Rachel Hindley                        | Lenny Permana                  | Rebecca Bellingham                   |
| Dameneinzel  | Rachel Hindley                        | Lenny Permana                  | Sutheaswari Mudukasan                |
| Herrendoppel | Geoffrey Bellingham Craig Cooper      | John Gordon Daniel Shirley     | Mineo Iwawaki Motonobu Saito         |
| Herrendoppel | Geoffrey Bellingham Craig Cooper      | John Gordon Daniel Shirley     | Tsuyoshi Fukui Norinao Nakamura      |
| Damendoppel  | Rebecca Bellingham Rachel Hindley     | Kellie Lucas Kate Wilson-Smith | Doriana Rivera Valeria Rivero        |
| Damendoppel  | Rebecca Bellingham Rachel Hindley     | Kellie Lucas Kate Wilson-Smith | Nicole Gordon Sara Runesten-Petersen |
| Mixed        | Daniel Shirley Sara Runesten-Petersen | Craig Cooper Lianne Shirley    | John Moody Renee Flavell             |
| Mixed        | Daniel Shirley Sara Runesten-Petersen | Craig Cooper Lianne Shirley    | Travis Denney Kate Wilson-Smith      |